# 勧修寺流
勧修寺流（かじゅうじりゅう、かんじゅじりゅう）は、藤原北家高藤流の公家（公家貴族）の一流である。

## 概要
「勧修寺」の寺名とともに、今日では「かじゅうじ」と読むのが一般的だが、中世の日記等では「くわんしゆし」との仮名表記も散見され、「かんじゅじ」とも読まれていたことがうかがわれる。なお、勧修寺流の中に勧修寺家も存在するが、嫡流とされている家は吉田家→甘露寺家の流れである。
勧修寺流の祖とされているのは、高藤の子である藤原定方である。定方が山科に勧修寺を建立したことから、この一門の名前となったためである。藤原氏嫡流から分かれたのは藤原良房の異母弟良門からである。
勧修寺流には堂上家として、甘露寺（旧名吉田）・清閑寺・万里小路・中御門（なかのみかど。羽林家の中御門家とは別家）・勧修寺・坊城・穂波・葉室・池尻・梅小路・岡崎・芝山・堤などの各家がある。
勧修寺流は、山科の勧修寺を一門の結束の精神的な拠所とし、傾向としては他の流派よりも比較的堅く、また家職として朝廷の実務を担当する家が多く、弁官や摂関家家司を多く輩出していることで知られる。後世の実務の参考となるよう、先例を書き留めておく必要があることから、詳細な日記を残すことも求められ、勧修寺流は「日記の家」と称されるようになり、各家当主による日記も豊富に残されている。
定方の孫、為輔（朝頼の子）が、甘露寺家の祖とされる。が、甘露寺系と勧修寺系が分かれるのはさらに9代後の資経の時である（為輔の子からは上杉家も出ている）。為輔の子宣孝は紫式部の夫として知られ、その曾孫・為房は白河法皇の院近臣、関白藤原師実・師通の家司となり、勧修寺流中興の祖とされる。為房の曾孫である経房が「吉田」の家名を名乗る。経房は源頼朝と関係が密接であり初代関東申次となって朝廷と鎌倉幕府の関係調整にあたった。
経房の孫にあたる資経の子・為経が甘露寺系、同じく経俊が勧修寺系、同じく資通が万里小路系として分かれる（さらに経俊の子経継からは中御門家が、曾孫の経顕からは勧修寺家が出る）。
堤中納言と称された藤原兼輔の孫である藤原為時の越前守就任時の学才の高さを顕す逸話は今昔物語集などにも伝わっている。為時の娘の紫式部は源氏物語の作者として知られ、前述の藤原宣孝との間に生まれた娘に歌人の大弐三位がいる。紫式部の兄弟の藤原惟規の子孫である藤原邦綱は兼輔以来の公卿に列した。
武家では、上杉氏が勧修寺流の一族として知られる。庶流であった藤原重房は宗尊親王に随行して鎌倉に下り、足利氏と縁戚関係を結んだことで関東管領を代々務めるなど勢威をふるった。また井伊氏、肥後氏（種子島氏）も勧修寺家の後裔を称している。
明治時代に成立した華族の宗族制においては第49類内大臣鎌足七代内舎人良門裔として分類されている。

## 系図
実線は実子、点線（縦）は養子。